# Katika

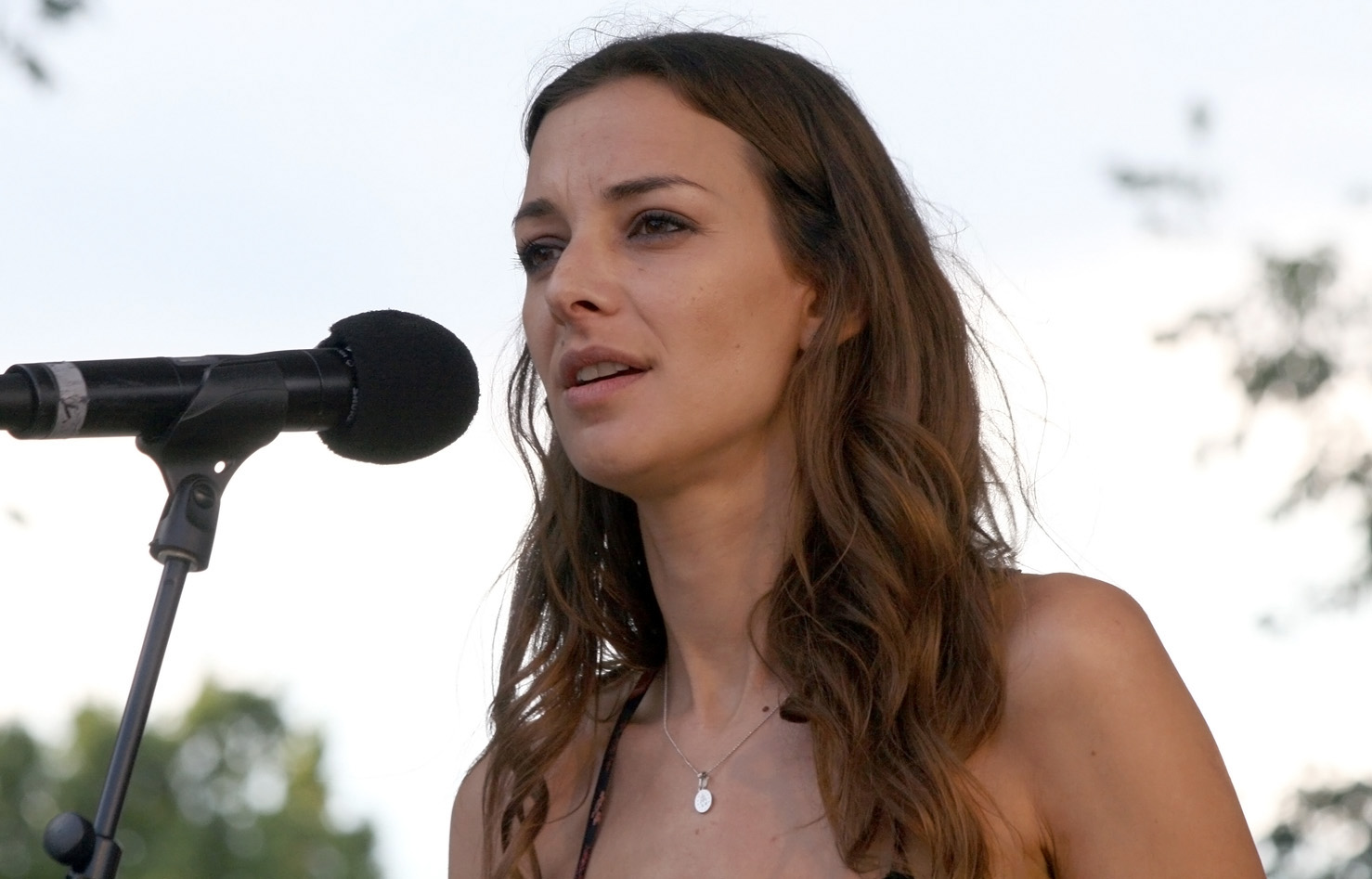
Katika (2011)

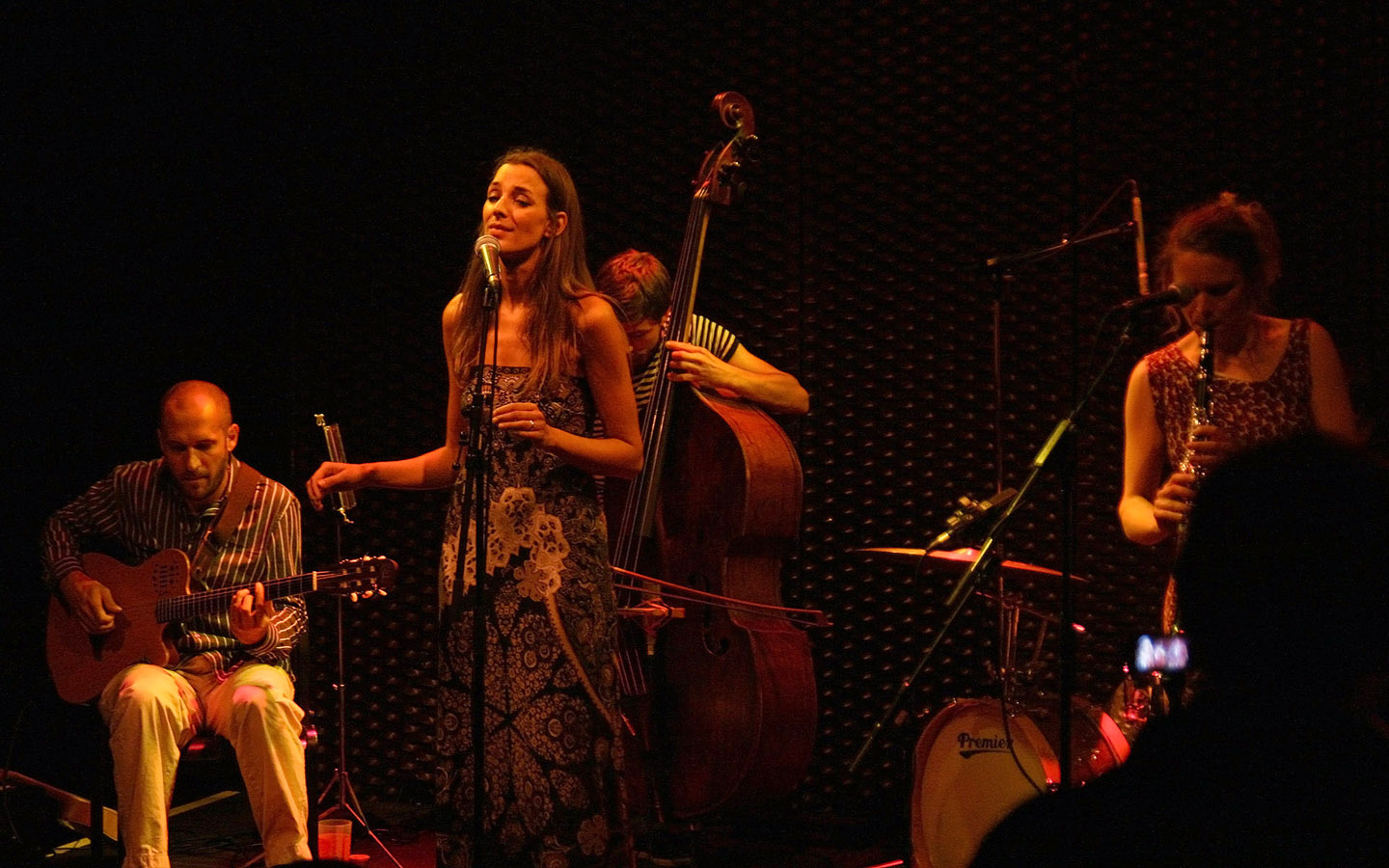
Katika & Band (2011)

Katika, geboren als Katica de Pascale (* 15. Oktober 1977 in Koblenz) ist eine italienische Sängerin.

## Karriere
Als Tochter einer Kroatin und eines Italieners in Deutschland geboren, wuchs de Pascale ab ihrem zweiten Lebensjahr in Thun in der Schweiz und ab 16 in den Abruzzen in Italien auf. Mit 21 Jahren zog sie nach Wien, wo sie seither lebt. Ihre erste Muttersprache ist Italienisch, das auch die Sprache ist, in der sie ihre Lieder textet und singt.
Im Juni 2011 erschien das erste Katika-Album Ricaricare (ital. für „aufladen“), produziert von Wolfgang Frisch (Sofa Surfers), und das Video zu Donna. Musikalisch bewegt ihre Musik sich zwischen Bossa Nova, Chanson und den Traditionen italienischer Cantautori, instrumentiert teils mit akustischen Instrumenten (Alex Pinter git., Barbara Paierl sax. voc., Lorenzo Gangi perc., Martin Heinzle b.), teils mit Electronica. Als Einflüsse nennt sie etwa Beth Gibbons, Chet Baker und Zélia Fonseca. Das Lied M´immagino diente als Soundtrack für den Trailer des Wiener Filmfestivals identities 2011.

## Diskografie
- Ricaricare (2011, Monoscope/Rough Trade)